# Babysittersclub
De Babysittersclub (Engels: The Baby-Sitters Club) is een serie jeugdboeken van de Amerikaanse schrijver Ann M. Martin over een groep meisjes die een oppasservice beginnen.  De reeks verscheen in de Verenigde Staten van 1986 tot 2000 en bestaat uit meer dan tweehonderd delen. Martin schreef zelf zestig delen; de andere delen werden geschreven door ghostwriters.
De serie had heel veel succes bij meisjes van rond de tien. In totaal werden er in 180 miljoen exemplaren van de boeken verkocht in twintig talen. De serie is tot en met deel 66 vertaald in het Nederlands en verscheen op de Nederlandse en Vlaamse markt via Uitgeverij Deltas. De boeken verschenen eind jaren 1980 voor het eerst in Nederland en België.
In de oorspronkelijke boeken speelt het verhaal zich af in in de fictieve plaats Stoneybrook, Connecticut. De hoofdrolspelers zijn Kristy Thomas (oprichter en voorzitter), Mary Anne Spier (secretaris), Claudia Kishi (vicevoorzitter), and Stacey McGill (penningmeester).  In de Nederlandse vertaling is de plaats van handeling Steendam. De originele vier leden zijn Gertie Bouwman (voorzitter), Joke Kishi (vicevoorzitter), Inge Praet (secretaris) en Petra van Rijn (penningmeester). Later komen ook Betty Mulder (plaatsvervangend bestuurslid) en Tine Pieters en Jessie Marsman (junior-leden) bij de club.
In de Verenigde Staten is in 1995 ook een gelijknamige film verschenen. Daarnaast was er een tv-serie uit de jaren 1990 en startte Netflix in 2020 met een geheel nieuwe tv-serie gebaseerd op de boeken. Het basisverhaal is intact gebleven, maar er zijn de nodige wijzigingen doorgevoerd om de serie actueler te maken.